# Georg Cancrin

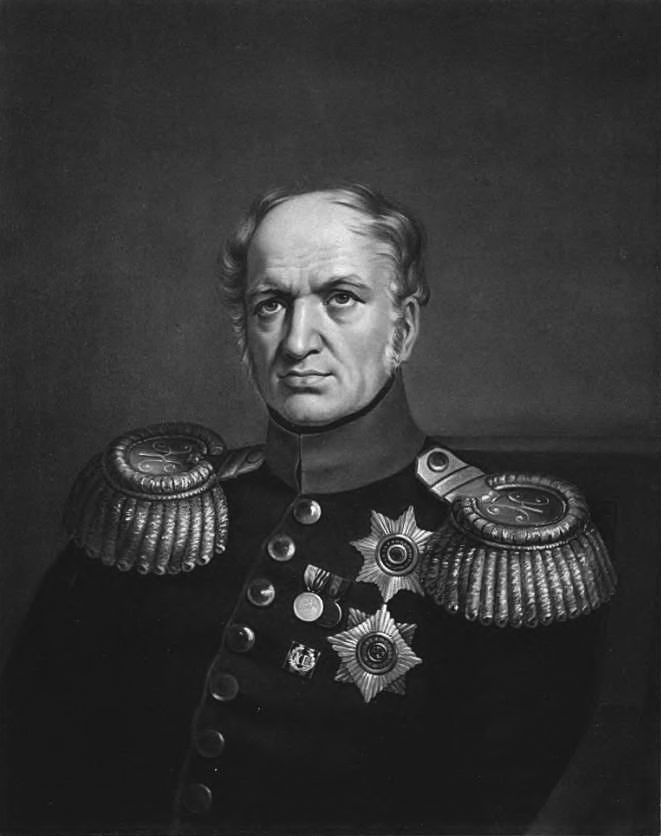
Georg Cancrin

Georg Ludwig Daniel Graf Cancrin (auch: Kankrin, russisch Егор Францевич Канкрин / Jegor Franzewitsch Kankrin) (* 26. November 1774 in Hanau; † 9. Septemberjul. / 21. September 1845greg. in Pawlowsk bei Sankt Petersburg) war ein deutsch-russischer General der russischen Armee und russischer Finanzminister.

## Leben
Georg Cancrin, Sohn des Ingenieurs und Baumeisters Franz Ludwig Cancrin, studierte zwischen 1790 und 1794 Rechtswissenschaft und Politik (Staatswissenschaften) in Gießen und Marburg. Zu dieser Zeit schrieb er den Roman Dagobert: Geschichte aus dem jetzigen Freiheitskriege (Hamburg, 1798). Nach Abschluss des Studiums ging er als Regierungsrat in anhalt-bernburgische Dienste.
1796 folgte er seinem Vater nach Russland, der ihn aber zunächst nicht unterstützte oder unterstützen konnte. Erst als sein Vater 1800 zum zweiten Mal die Leitung der Saline in Staraja Russa übernahm, fiel auch für Georg eine Stelle ab. Ihr Verhältnis blieb aber gespannt.
Später arbeitete Georg Cancrin im Ministerium des Innern und in der Militärverwaltung. Er schrieb ein Werk über Die Verpflegung der Truppen. Dies wurde Veranlassung zu seiner Beförderung zum Adjutanten des Generalproviantmeisters im Jahre 1811. Im Jahr danach erfolgte die Ernennung zum Generalmajor und Generalintendanten der Westarmee. Seine ausgezeichnete Verwaltung dieses Amtes lenkte die Aufmerksamkeit Alexanders I. auf ihn, der ihn zum Generalintendanten sämtlicher aktiver Armeen ernannte.
Cancrin war später an den Verhandlungen mit Frankreich über die sogenannte Montierungsentschädigung beteiligt und erwirkte für Russland eine Summe von 30 Millionen Franc, wofür er den Rang eines Generalleutnants erhielt. Infolge der von der altrussischen Partei gegen ihn angesponnenen Intrigen wurde er in eine Untersuchung verwickelt, in der er sich zwar zu rechtfertigen wusste, aber dennoch 1820 die erbetene Entlassung als Generalintendant erhielt und zum Mitglied des Konseils des Kriegsministeriums wurde. Später wurde er zum wirklichen Mitglied des Reichsrats ernannt.
Da er sich inzwischen als Verfasser staatswirtschaftlicher Schriften einen Namen erworben hatte, wurde er 1823 zum Finanzminister befördert und hatte damit die Verwaltung des durch Balthasar von Campenhausen und Gurjew geleerten Staatsschatzes inne. Cancrin brachte zwar Ordnung in das zerrüttete Finanzwesen, verhinderte aber zugleich durch Übertreibung des Prohibitivsystems die wirtschaftliche Entwicklung Russlands in hohem Grad.
Zudem betrachtete er die Staatsindustrie als das beste Mittel, um für den Staat Geld zu gewinnen und gebrauchte rücksichtslos die Machtmittel des Staats, um die Konkurrenz der Privatindustrie und des Privatkredits niederzuhalten, während anderseits die von ihm begünstigten Unternehmen, namentlich Kanal- und Wegebauten, Versicherungsgesellschaften und wissenschaftliche Expeditionen, in nachhaltiger Weise unterstützt wurden. Von Cancrin ging auch die Einladung an Alexander von Humboldt aus, 1829 Russland zu bereisen. Cancrin war besonders daran interessiert, den einheimischen Bergbau und die Salinenbetriebe sowie den Währungsumlauf im zaristischen Kaiserreich zu modernisieren; Humboldt unternahm die dadurch angeregte Expedition 1829.
Cancrins mitunter gewaltsames Verfahren rief politische Gegner auf den Plan, doch er wurde von Alexander I. und Nikolaus I. trotz aller Anfeindungen im Amt erhalten. Durch die rücksichtslose Ausgabe von Papiergeld förderte Cancrin die Inflation und er trat schließlich im April 1844 zurück. Seit 1824 war er Ehrenmitglied der Russischen Akademie der Wissenschaften in St. Petersburg und seit 1843 gewähltes Mitglied der American Philosophical Society.
Er begab sich darauf nach Paris, kehrte aber bald nach Sankt Petersburg zurück, wo er am 21. September 1845 starb. Sein Grab ist auf dem evangelisch-lutherischen Friedhof in St. Petersburg erhalten.
Verheiratet war Georg Cancrin mit Jekaterina Sacharowna, geb. Murawjow (1795–1849). Das Paar hatte 4 Söhne und zwei Töchter, darunter:
- Zenaide (* 16. Juli 1821; † 11. Februar 1885) ⚭ Graf Alexander von Keyserling (1815–1891), russischer Hofmeister, Kurator der Universität Dorpat

## Ehrungen

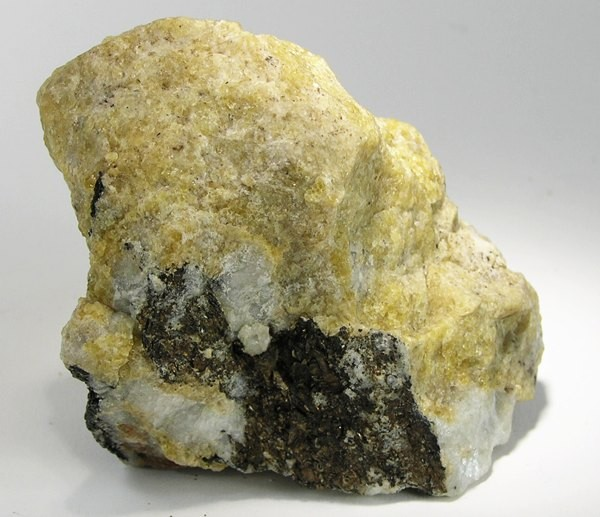
Cancrinit

Nach Georg Cancrin wurde das Mineral Cancrinit benannt. Dass Namensgeber sein Vater, Franz Ludwig Cancrin, gewesen sein soll, beruht auf einer Fehlinformation, die durch Carl Wilhelm von Gümbel in die Welt gesetzt und dann vielfach abgeschrieben wurde.

## Werke
- Fragmente über die Kriegskunst nach militärischer Philosophie (Petersburg 1809)
- Essai sur l'histoire de l'économie politique des peuples modernes. jusqu'au commencement de l'année 1817 (Paris 1818)
- Weltreichtum, Nationalreichtum und Staatswirtschaft (Petersburg 1821)
- Über die Militärökonomie im Frieden und im Krieg (Petersburg 1822–23, 3 Bde.)
- Die Ökonomie der menschlichen Gesellschaften (Petersburg 1845) – wurde als nicht mehr auf der Höhe der Zeit befindlich gewertet
- Reisetagebücher 1840–45 Hg. v. Graf Keyserling (1865, 2 Bde.).
- Im Ural und Altai, Briefwechsel zwischen Alexander von Humboldt und Graf Georg von Cancrin (Leipzig 1869, Nachdruck Bremen 2010).